# أوين يومان
أوين يومان (بالإنجليزية: Owain Yeoman ) (ولد في 2 يوليو 1978) هو ممثل ويلزي. وله عدة أعمال مثل Kitchen Confidential , The Nine , HBO , Generation Kill معروف عنه أنه أدى أفضل أدواره في منتالست The Mentalist بدور Wayne Rigsby

## وقت مبكر من الحياة
ولد يومِِين وترعرع في تشيبستوتشيبستو، مونماوثشاير، ويلز، حيث والده لا يزالون يعيشون. تخرج من كلية Brasenose College في أكسفورد، وحصلت على ماجستير في الأدب الإنجليزي وكان عضوا في Oxford University Dramatic Society , The Oxford Revue . وكان يخطط لمواصلة دراسة الدكتوراه ولكنه لم يكن قادرا على تأمين منحة. بدلا من ذلك كان يعمل في أحد البنوك في Canary Wharf في لندن قبل التسجيل في الأكاديمية الملكية للفنون المسرحية لدراسة التمثيل.

## المهنة
جعل يومين فيلمه لأول مرة كما Lysander في أوسكار رشح الفيلم Troy. كان لديه أيضا جزء صغير في فيلم Broken Lizard's، Beerfest، وقدم كضيف على حلقة من Midsomer Murders .
يلعب يومين حاليا دور واين ريغسبي في ذا منتاليست. وقد لعب دور البطولة في كل حلقة، جنبا إلى جنب مع سايمون بيكر وروبن توني وتيم كانج واماندا رايتى. ويقدم أيضا دور البطولة في ChromeSkull: Laid to Rest 2 .

## الحياة الشخصية
في 9 ديسمبر 2006 تزوج الممثلة لوسي يومين ديفيس في كاتدرائية سانت بول في لندن. سمح ديفيس ويومين في الزواج هناك كما والدها روبرت (المعروف باسمه جاسبر) قد منحت أحد رتبة الإمبراطورية البريطانية في مرتبة الشرف في السنة الجديدة في عام 2002. وانفصلا في أكتوبر 2011. في أكتوبر 2012أصبح يومين مخطوب لمصممة المجوهرات جيجي يالويز.

## أعماله

### أفلام
| السنة | العنوان            | الدور    | ملاحظات |
| ----- | ------------------ | -------- | ------- |
| 2004  | Troya              | ليساندرو |         |
| 2006  | Beerfest           | مارنيرو  |         |
| 2007  | Traveling in Packs | كين      |         |

### تليفيزيون
| السنة         | العنوان                                 | الدور            | ملاحظة       |
| ------------- | --------------------------------------- | ---------------- | ------------ |
| 2004          | Commando Nanny                          | مايلز روس        |              |
| 2004          | Midsomer Murders                        | هنري تشارلتون    | الحلقة 1     |
| 2005-2006     | Kitchen Confidential                    | ستيفن ديدالوس    | الحلقة 13    |
| 2006-2007     | The Nine                                | لوكاس دالتون     | الحلقة 13    |
| 2008          | Terminator: The Sarah Connor Chronicles | كرومارتي         | الحلقة 1     |
| 2008          | Generation Kill                         | الرقيب/اريك كوشر |              |
| 2008 إلى 2015 | The Mentalist                           | واين ريغسبي      | جميع الحلقات |

## روابط خارجية
- أوين يومان على موقع IMDb (الإنجليزية)
- أوين يومان على موقع روتن توميتوز (الإنجليزية)
- أوين يومان على موقع ألو سيني (الفرنسية)
- أوين يومان على موقع أول موفي (الإنجليزية)
- أوين يومان على موقع إن إن دي بي (الإنجليزية)
- أوين يومان على موقع قاعدة بيانات الفيلم (الإنجليزية)
- أوين يومان على موقع كينوبويسك (الروسية)
- Agency profile